# عمر الكردي
عمر الكردي هو لاعب كرة قدم لبناني، ولد في 19 أكتوبر 1992 في بيروت في لبنان.

## وصلات خارجية
- عمر الكردي على موقع قاعدة بيانات كرة القدم.إي يو (الإنجليزية)
- عمر الكردي على موقع ناشيونال فوتبول تيمز (الإنجليزية)
- عمر الكردي على موقع Soccerway.com (الإنجليزية)
- عمر الكردي على موقع كووورة